# Beaumont-sur-Vesle
Beaumont-sur-Vesle – miejscowość i gmina we Francji, w regionie Grand Est, w departamencie Marna.
Według danych na rok 1990 gminę zamieszkiwało 686 osób, a gęstość zaludnienia wynosiła 121 osób/km².